# KAZ.KZ
Национальная информационно-поисковая система KAZ.KZ — казахстанская поисковая система, нацеленная на пользователей из Центральной Азии и Таможенного союза. Действует на казахском и русском. Поддерживается правительством Казахстана и играет роль национального поисковика.

## Описание
Осуществляет поиск только по казахстанским сайтам и доменной зоне .kz. Вместе с тем по наблюдениям в результатах поиска встречаются иностранные соцсети и другие иностранные сайты. Основателем проекта является Виктор Покусов. Проект поддерживается рядом компаний, правящей партией Казахстана «Нур Отан» и национальным оператором связи Казахстана Казахтелекомом.

## История
Поисковая система KAZ.KZ была официально запущена 16 декабря 2009 года.